# Frachtstraße 1, 2, 8 (Quedlinburg)

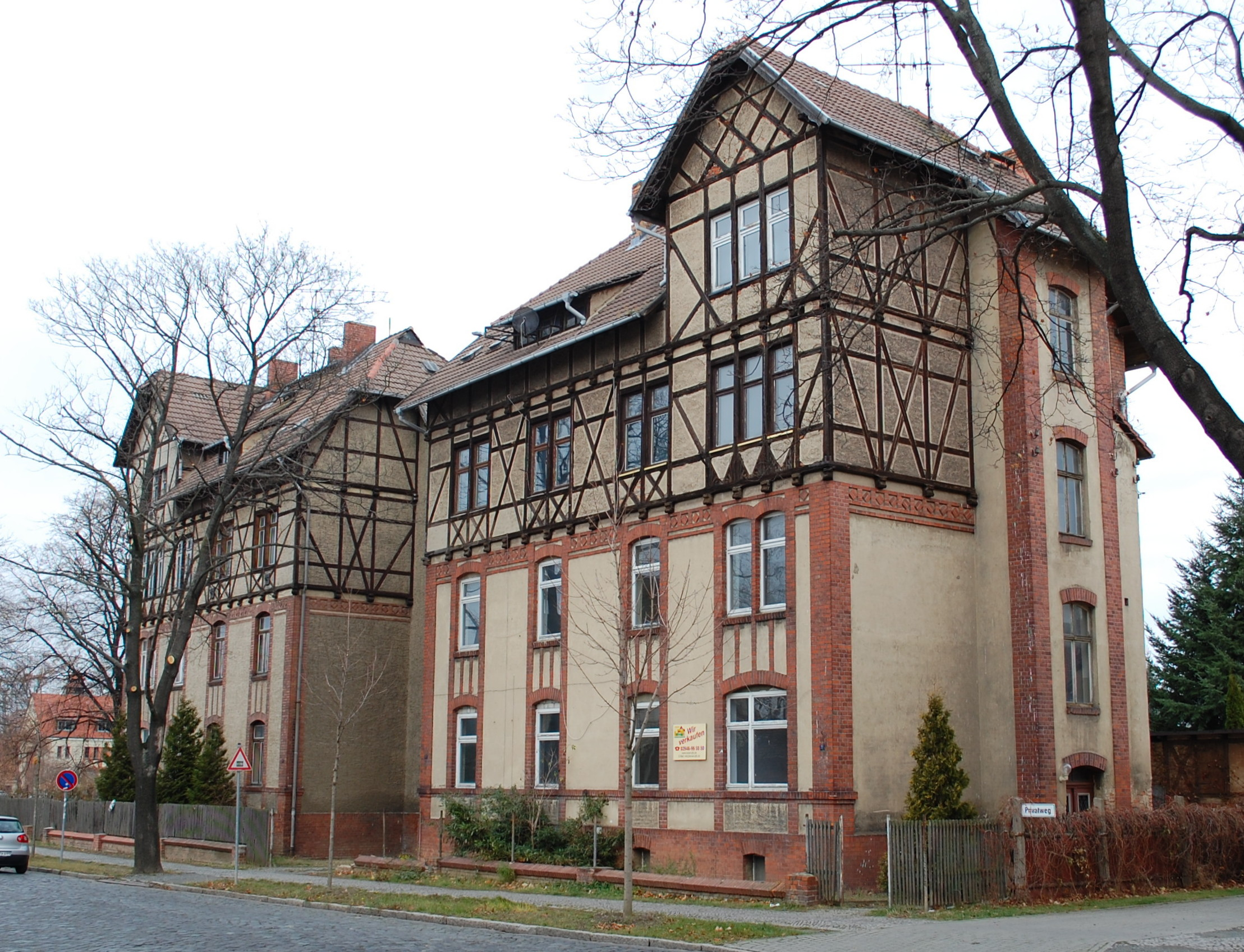
Häuser Frachtstraße 1, 2

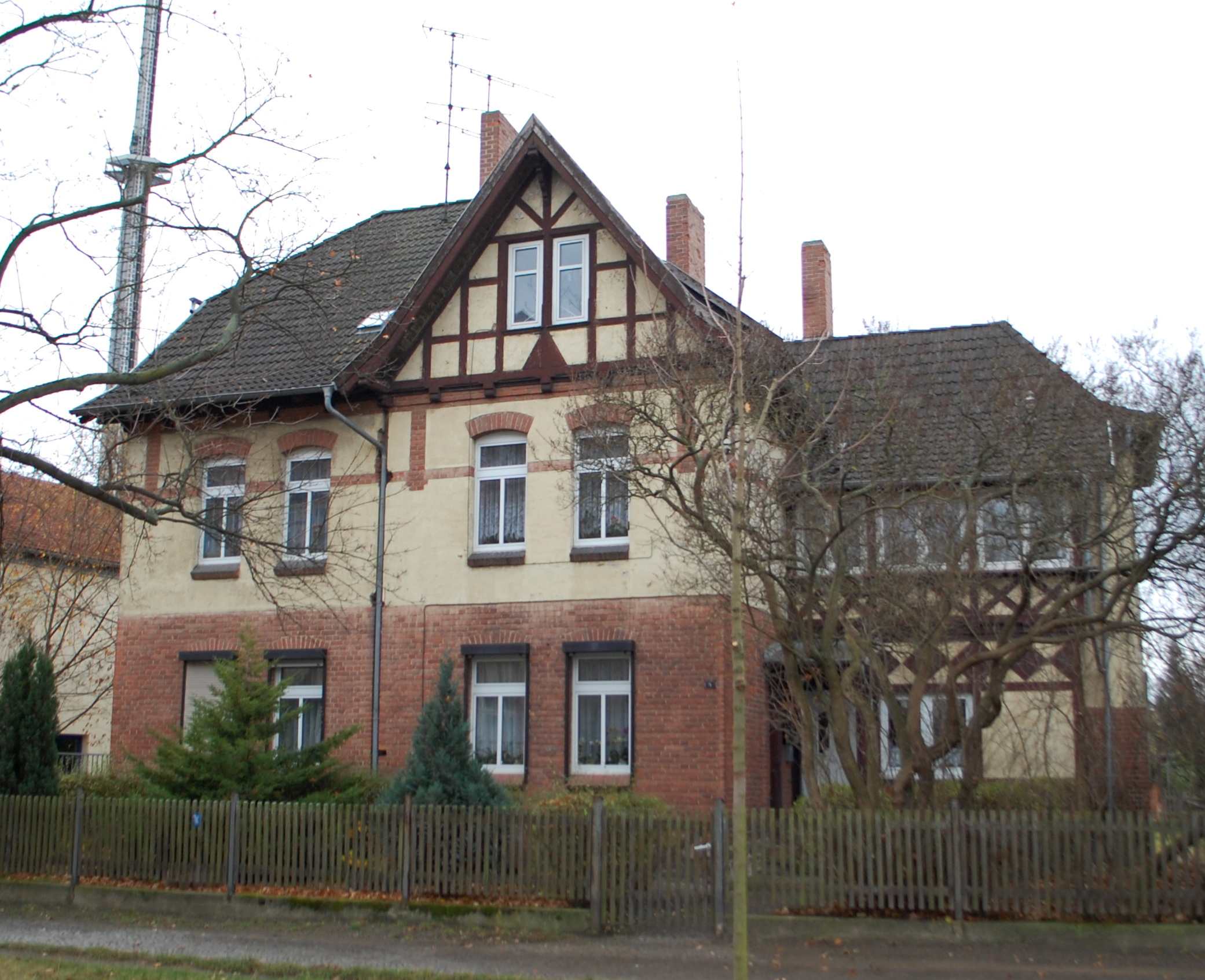
Haus Frachtstraße 8

Die Häusergruppe Frachtstraße 1, 2, 8 ist ein denkmalgeschützter Gebäudekomplex in der Stadt Quedlinburg in Sachsen-Anhalt.

## Lage
Die Häuser befinden sich im Stadtteil Süderstadt südöstlich der Quedlinburger Innenstadt und sind beiderseits der Frachtstraße angeordnet. Die Häusergruppe ist im Quedlinburger Denkmalverzeichnis eingetragen.

## Architektur und Geschichte
Die Gebäude entstanden im Jahr 1904 als Arbeiterwohnhäuser der benachbarten Städtischen Gas- und Wasserwerke, südlich der zum Bahnhof Quedlinburg führenden Eisenbahnstrecke. Der Entwurf stammte vom Quedlinburger Stadtbaurat Max Voss. Die Bauten entstanden in Fachwerkbauweise in nüchterner Formensprache. Die Fassaden haben durch die Verwendung der verschiedenen Materialien Holz, Ziegel und Putz ein lebhaftes Erscheinungsbild. Darüber hinaus sind Giebel als Fachwerk-Ziergiebel ausgeführt. Zum Teil sind die Fenster im Original erhalten.
Die Dächer verfügen über Querdächer, Zwerchhäuser und Dachgaupen.
Das Haus Frachtstraße 2 hat insgesamt 6 Wohnungen mit einer Wohnfläche von 335,86 m² bei einer Gesamtgrundstücksfläche von 1129 m². Dieses Gebäude steht derzeit (Stand 2013) leer. Das im Eigentum der Wohnungswirtschaftsgesellschaft Quedlinburg stehende Objekt ist sanierungsbedürftig und soll veräußert werden.